# Мужчина в темноте
«Мужчина в темноте» (англ. Man in the Dark) — фильм нуар режиссёра Лью Лэндерса, который вышел на экраны в 1953 году.
Фильм рассказывает об осуждённом гангстере Стиве Роули (Эдмонд О’Брайен), которому делают экспериментальную операцию по устранению преступных инстинктов. Операция проходит успешно, однако одним из её побочных эффектов становится амнезия. Члены банды Роули похищают его из больницы, чтобы выяснить, где она спрятал 130 тысяч долларов, добытых во время последнего вооружённого ограбления. Однако никакие усилия банды не дают результата, пока Стив не видит сон, который вместе с некоторыми другими деталями помогает ему выйти на спрятанные деньги. Стив отвоёвывает добычу в напряжённой борьбе с бандитами, однако решает сдать её властям, возвратив таким образом любовь своей девушки (Одри Тоттер).
Это первый фильм студии Columbia Pictures, который выпущен в формате 3D.
Фильм получил невысокие отзывы критики из-за слабого сценария и неинтересной постановки, даже несмотря на присутствие в картине таких звёзд жанра нуар, как О’Брайен, Тоттер и Тед Де Корсия.

## Сюжет
Профессиональный гангстер Стив Роули (Эдмонд О’Брайен) осуждён на десять лет за вооружённое ограбление, в ходе которого он вместе с бандой похитил 130 тысяч долларов. После года, проведённого в тюрьме, Стив соглашается на экспериментальную операцию, которая должна полностью уничтожить его криминальные наклонности. Операция проходит успешно, однако её побочным эффектом становится полная потеря памяти. Стиву дают новое имя и сочиняют легенду, что он потерял память после автокатастрофы. Доктора Марстона (Дейтон Ламмис), который оперировал Стива и наблюдает за ходом его восстановления в своей клинике, навещает страховой следователь Джавалд (Дэн Рисс), которому поручено найти украденные деньги. Хотя доктор Марстон утверждает, что выяснить у Стива ничего не возможно ввиду полной потери памяти, Джавалд не верит в это и решает продолжить розыск денег. Стив проходит восстанавление после операции, выполняя под контролем агентов полиции несложную работу садовника на территории клиники. В какой-то момент к Стиву подъезжают на машине трое членов его банды — Лефти (Тед Де Корсия), Арни (Хорас Макмахон) и Куки (Ник Деннис). Они быстро запихивают ничего не понимающего Стива в свою машину и скрываются. Полиция начинает погоню с перестрелкой, которая продолжается на улицах города, однако в итоге гангстерам удаётся оторваться и доставить Стива в свою тайную квартиру, расположенную по соседству с парком аттракционов. Стив утверждает, что он не знает никакого Стива Роули и не узнаёт никого из бандитов. Когда из комнаты выходит его бывшая подружка Пег Бенедикт (Одри Тоттер), Стив не узнаёт и её. Уверенная, что сможет расколоть Стива, Пег отводит его в отдельную комнату, где предлагает по-тихому вдвоём забрать деньги и крыться, оставив остальных членов банды ни с чем. Однако Стив продолжает стоять на том, что имени не знает, членов банды не знает, про ограбление и про деньги тоже ничего не знает. Некоторое время спустя по радио передают сообщение о похищении гангстера Стива Роули, который после операции на мозге получил новое имя. Понимая, что речь идёт о нём, Стив тем не менее по-прежнему ничего не может вспомнить об ограблении. Некоторое время спустя, когда бандиты увлекаются игрой в карты, Стив незаметно для них пробирается к телефону, собираясь вызвать полицию. Заметив это, Лефти и Арни хватают Стива и начинают его избивать, однако Пег, которая по-прежнему неравнодушна к Стиву, прекращает избиение.
Чтобы помочь Стиву вспомнить, что происходило, Лефти показывает ему газетные вырезки об ограблении с фотографией Стива и описывает ему события годичной давности. По его словам, Стив тщательно разработал план ограбления, назначив его на канун Рождества, когда помимо заработной платы сотрудникам фабрики будут выплачены премии. Когда инкассаторская машина заехала на территорию фабрики, в момент передачи денег от инкассаторов кассирам появился Стив, который угрожая оружием, отобрал мешок с деньгами, после чего быстро удалился. Попытки организовать его преследование сорвались из-за помех на дороге, которые организовали Лефти, Арни и Куки. Некоторое время спустя Стив из телефона-автомата позвонил банде, сообщив, что видит приближающихся к нему полицейских. Стив стал от них убегать, после чего началась продолжительная погоня по крышам домов, однако в итоге Стива загнали в угол и он сдался властям. Лефти ежемесячно навещал Стива в тюрьме, пытаясь выведать, где находятся деньги, однако Стив так ничего ему и не рассказал.
После того, как Лефти завершает свой рассказ, Стив продолжает утверждать, что все эти подробности не пробудили в нём никаких воспоминаний. Арни однако обращает внимание на то, что на фотографии в газете Стив снят в светлом костюме в то время, как во время ограбления он был в тёмном. Бандиты решают, что после ограбления Стив заезжал домой, чтобы переодеться, и мог спрятать деньги у себя дома. Бандиты вместе со Стивом приезжают к его бывшему дому, который ныне пустует и выставлен на продажу. Тем временем Пег выпивает в баре, делясь со знакомым барменом, что всё любит Стива. После её ухода к бармену подходит Джавалд, который подкупил его ещё во время задержания Стива год назад. Посулив бармену денег, Джавалд узнаёт от него адрес Пег, снова нападая на след преступников. Высадив окно, банда проникает в бывший дом Стива, устраивая тотальный обыск, однако не находит ничего существенного. Стиву попадается на глаза кусочек бумаги с написанным на нём номером «1133». Хотя это ему ничего не говорит, он забирает бумажку с собой. Затем Стив пытается бежать, однако его ловят и возвращают в квартиру. Лефти интересуется, не являются ли эти цифры частью какого-либо кода, однако Стив не может ничего вспомнить на этот счёт. Не выдержав, Лефти приказывает Арни и Куки избить Стива. Тем временем Джавалд поручает своим коллегам организовать наружное наблюдение за квартирой Пег. В тот же день доктор Марстон, который озабочен физическим состоянием Стива, говорит об этом Джавалду, однако тот по-прежнему убеждён в том, что Стив претворяется и в конечном счёте приведёт его к деньгам. Тем временем в квартире Пег обрабатывает раны сильно избитого Стива, который в полуобморочном состоянии видит странный сон. Действие во сне происходит в парке аттракционов, где присутствуют полиция, Пег и коробка шоколадных конфет. Стив просыпается в сметённых чувствах, но любящая Пег утешает его.
Не зная, что ещё предпринять Лефти предлагает Стиву половину денег, если он наконец назовёт место их нахождения. Стив грубо реагирует на обращение Лефти, после чего в беседе с Пег задаётся вопросом, не возвращается ли к нему его былая преступная сущность. Пег умоляет Стива остаться тем человеком, которым он стал сейчас, и не дать обстоятельствам превратить его в прежнего Стива. Стив и Пег сбегают, не подозревая, что за ними следят как люди Джавалда, так и бандиты, которые специально дали ему сбежать. Пег хочет сразу скрыться от всех, однако Стив решает, что сначала надо найти деньги. Используя номер на бумажке, Стив начинает поиски, проверяя, не может ли это быть номер почтовой квитанции, однако эта догадка оказывается неверной. После этого он вспоминает про сон, и направляется в парк аттракционов. Пытаясь восстановить увиденное во сне, Стив подходит к камере хранения, где выясняет у служащего, что эта бумажка на выдачу вещей. Ему однако сообщают, что вещи хранятся только шестьдесят дней после чего их выбрасывают. Стив однако просит разрешения самому осмотреть подсобное помещение, где в дальнем верхнем углу наконец находит коробку шоколадных конфет со своим номером. Выйдя их коробкой из камеры хранения, Стив предлагает Пег бежать вместе с деньгами, однако она заявляет, что если он так поступит, то она уйдёт от него. В этот момент к Стиву приближаются Лефти и другие бандиты. Арни хватает Пег, а Лефти и Куки преследуют Стива, который с коробкой успевает запрыгнуть в вагончик, который уносит его на американские горки. Когда он видит, что в конце пути его уже поджидают бандиты, Стив в верхней точке горок выбирается из вагончика и спрыгивает вниз. Его настигает Лефти, начинается погоня по балкам конструкции американских горок, которая переходит в драку, в ходе которой Лефти падает на рельсы, и вагончик насмерть сбивает его. Куки пытается стрелять в Стива, однако его убивают вызванные Джавалдом полицейские, которые также арестовывают Арни. Оставшись один с деньгами, Стив сначала подумывает о побеге, однако затем, увидев Пег, подходит к ней и отдаёт коробку с деньгами полиции.

## В ролях
- Эдмонд О’Брайен — Стив Роули
- Одри Тоттер — Пег Бенедикт
- Тед Де Корсия — Лефти
- Хорас Макмахон — Арни
- Ник Деннис — Куки
- Дейтон Ламмис — доктор Марстон
- Дэн Рисс — Джавалд

## Создатели фильма и исполнители главных ролей
За свою карьеру, охватившую период с 1934 по 1963 год, режиссёр Лью Лэндерс поставил 136 фильмов, наиболее заметными среди которых стали «Ворон» (1935), «Бугимен доберётся до тебя» (1942), «Возвращение вампира» (1943), «Сила свистуна» (1945) и «Святая святых» (1948).
По словам историка кино Шона Эксмейкера, «невозмутимый, крепко сложенный Эдмонд О’Брайен регулярно играл в фильмах нуар». Среди его наиболее известных работ жанра такие фильмы, как «Убийцы» (1946), «Паутина» (1947), «Белое каление» (1949), «Мёртв по прибытии» (1950) и «Автостопщик» (1953). Одри Тоттер также многие годы была связана с жанром фильм нуар, сыграв в таких картинах жанра, как «Леди в озере» (1946), «Вне подозрений» (1947), «Высокая стена» (1947), «Напряжённость» (1949) и «Подстава» (1949).

## История создания фильма
Это ремейк фильма 1936 года «Человек, который жил дважды», главную роль в котором сыграл Ральф Беллами . Рабочим названием этого фильма также было «Человек, который жил дважды» (англ.  The Man Who Lived Twice).
По информации Американского института киноискусства, это первый 3D-фильм студии Columbia Pictures. Как было отмечено в журнале Variety от марта 1953 года, 3D-технология для фильма «была тайно разработана в лаборатории студии». Журнал также сообщал, что процесс требовал «две камеры, но никаких зеркал», и что он был «простым, лёгким и мобильным».
Как написал историк кино Щон Эксмейкер, постановка картины была поручена Лью Лэндерсу, опытному режиссёру, который многие годы делал дешёвые фильмы категории В для Columbia Pictures. Он получил бюджет, «тощий по стандартам обычной продукции Columbia, но шикарный по сравнению с его прежними картинами, снимавшимися за восемь дней». По сведениям историка кино Джули Кирго, этот фильм был снят за 11 дней. Историк кино Артур Лайонс отмечает, что бюджет включал также и расходы на 3D, что, по словам Лайонса, было весьма «дорогостоящим процессом для столь малобюджетной картины». По словам Лайонса, съёмки фильма частично проходили в ныне не существующем парке развлечений Pacific Ocean Park в Лос-Анджелесе.
По словам Эксмейкера, это была первая полнометражная картина крупной студии в формате 3D, которая вышла в широкий прокат в кинотеатрах, на две недели опередив фильм студии Warner Bros. «Дом восковых фигур» (1953). Кроме того, как отмечает Лайонс, это был также первый фильм нуар, снятый в 3D, вслед за которым в том же году вышли фильмы «Стеклянная паутина» (1953) на студии Universal, «Второй шанс» (1953) на студии RKO Pictures и «Суд — это я» (1953) по роману Микки Спиллейна, который произвела независимая студия Parklane Pictures. Как отмечает Эксмейкер, как и каждый режиссёр первых 3D-фильмов, Лэндерс использовал такие визуальные приёмы, как «вид хирургических инструментов, пронзающих экран,… и превращал самые обыденные объекты в оружие уничтожения. Однако в наибольшей мере возможности 3D раскрывались в эпизоде сновидения, в сценах на аттракционах и, конечно же, на американских горках».

## Оценка фильм критикой
После выхода фильма на экраны обозреватель «Нью-Йорк таймс» Босли Краузер дал ему невысокую оценку, написав, что «несколько трюков с оптическими иллюзиями, такими как пистолет, который как будто торчит из экрана, и особенно, когда отталкивающего вида паук как будто раскачивается прямо перед глазами зрителей — такие скудные моменты для волнения смог предложить этот первый стереоскопический фильм студии Columbia». По мнению критика, это «низкопробная» и «совершенно не впечатляющая мелодрама», которую «нужно смотреть через стереоскопические очки, чтобы испытать от неё хоть какое-то воздействие». Как далее пишет Краузер, «фильм в основном состоит из скучных разговорных сцен», и «все возможности увлечь зрителя остаются упущенными. История написана тускло, лишена воображения, неумна и не отличается визуальными трюками, а режиссура совершенно прозаическая. Стереоскопия используется только для нескольких небольших ударов по глазным яблокам, а за пределами этого она вообще не видна». По мнению критика, «актёрская игра таких людей, как Тед де Корсия, Эдмонд О’Брайен, Хорас Макмахон и Одри Тоттер также оставляет желать лучшего. Они столь же банальны, как и история, которую они разыгрывают».
Современный историк кино Деннис Шварц назвал картину «слабой малобюджетной драмой категории В». По мнению критика, сценаристам «не удаётся выйти на нуаровую тональность истории», режиссёр ставит картину «невдохновенно, не оставляя ей ни единого шанса», а «талант отличных нуаровых актёров растрачивается впустую». Как полагает Шварц, тем не менее, картина «смотрибельна благодаря О’Брайену, который придаёт своему растерянному персонажу немного энергии, а также благодаря финальной гонке на американских горках, которая пробуждает определённый трепет».
По мнению историка фильма нуар Спенсера Селби, фильм обращает на себя внимание «уникальным поворотом» в разработке характерной нуаровой темы амнезии, а также съёмками в формате 3D. Другой историк жанра нуар Майкл Кини также полагает, что фильм «не содержит ничего особенного, за исключением увлекательного финала в парке развлечений». Лайонс также считает, что это «хотя и неплохой, но ничем не примечательный фильм нуар. В первую очередь он обращает на себя тем, что его поставил король фильмов „дешёвого ряда“ Лью Лэндерс, а также игрой таких икон нуара, как О’Брайен, крутая роковая женщина Одри Тоттер и негодяй Тед Де Корсия».
Эксмейкер отмечает, что в визуальном плане картина мало чем напоминает фильм нуар с его длинными тенями и тёмными переулками. Фильм снят либо на светлых улицах Лос-Анджелеса либо в убогой, кое-как оформленной квартире, не формируя характерного визуального ряда. К чести, Ландерса, он «привносит в картину жёсткую эффективность и быстро переходит к сути, набрасывая резкими штрихами новую ситуацию, в которой оказывается главный герой». А когда фильм вырывается из квартиры в карнавальное пространство, «суета толпы, яркие аттракционы и погоня по американским горкам придают ему энергию», и «на плёнку начинают заглядывать тени». По мнению Эксмейкера, «Эдмонд О’Брайен хорошо справляется с трансформацией из рычащего бандита в простого, обычного парня», а «Одри Тоттер, одна из самых выразительных дамочек нуара, вступает в фильм как жёсткая интриганка, которая мягчает по мере того, как убеждается в трансформации Роули», в итоге «ради разнообразия влюбляясь в хорошего парня».